# Livet går vidare (1998)
Livet går vidare (engelska: Hope Floats) är en amerikansk dramafilm från 1998 i regi av Forest Whitaker. I huvudrollerna ses Sandra Bullock, Harry Connick Jr. och Gena Rowlands.

## Handling
Birdee Pruitt får i en direktsänd talkshow reda på att hennes man är otrogen mot henne med hennes bästa vän. Hon flyttar då tillbaka till sina hemtrakter i Texas tillsammans med sin dotter. Där försöker hon börja om på nytt och träffar på sin gamla kompis Justin Matisse, efter ett tag börjar lyckan sakta återvända till hennes liv. 

## Rollista i urval
- Sandra Bullock - Birdee Pruitt
- Harry Connick Jr. - Justin Matisse
- Gena Rowlands - Ramona Calvert
- Mae Whitman - Burnice Pruitt
- Michael Paré - Bill Pruitt
- Cameron Finley - Travis
- Rachel Snow - Big Dolores